# Chambers (série de televisão)
Chambers é uma série de televisão americana de drama sobrenatural criada por Leah Rachel. Dez episódios foram encomendados para a primeira temporada e estreados em 26 de abril de 2019 na Netflix.
Em 18 de junho de 2019, a Netflix cancelou a série após uma temporada.

## Sinopse
“Uma jovem sobrevivente de ataque cardíaco é consumida pelo mistério que envolve o coração que salvou sua vida. No entanto, quanto mais perto ela fica de descobrir a verdade sobre a morte repentina de seu doador, mais ela começa a assumir as características da falecida - algumas das quais são perturbadoramente sinistras.”

## Elenco
- Sivan Alyra Rose como Sasha Yazzie
- Griffin Powell-Arcand como TJ
- Uma Thurman como Nancy[5]
- Tony Goldwyn como Ben Lefevre[6]
- Lilliya Reid como Becky Lefevre
- Nicholas Galitzine como Eliott Lefevre
- Kyanna Simone Simpson como Yvonne
- Lilli Kay como Penelope
- Sarah Mezzanotte como Marnie
- Marcus LaVoi como Big Frank Yazzie

## Episódios

### 1.ª Temporada
| N.º | Título                     | Dirigido por        | Escrito por                    | Lançamento          |
| --- | -------------------------- | ------------------- | ------------------------------ | ------------------- |
| 1   | "Into the Void"            | Alfonso Gomez-Rejon | Leah Rachel                    | 26 de abril de 2019 |
| 2   | "Right to Know"            | Alfonso Gomez-Rejon | Akela Cooper                   | 26 de abril de 2019 |
| 3   | "Bad Inside"               | Ti West             | Leah Rachel and Travis Jackson | 26 de abril de 2019 |
| 4   | "2 for 1"                  | Francesca Gregorini | Randy McKinnon                 | 26 de abril de 2019 |
| 5   | "Murder on My Mind"        | Dana Gonzales       | Rebecca Kirsch                 | 26 de abril de 2019 |
| 6   | "With Grace and Gratitude" | Sydney Freeland     | Charmaine DeGraté              | 26 de abril de 2019 |
| 7   | "Trauma Bonding"           | Geeta V. Patel      | Jason Gavin                    | 26 de abril de 2019 |
| 8   | "Heroic Dose"              | Ti West             | Jennifer Yale                  | 26 de abril de 2019 |
| 9   | "In the Gloaming"          | Tony Goldwyn        | Travis Jackson                 | 26 de abril de 2019 |
| 10  | "The Crystal Organ"        | Lucy Tcherniak      | Leah Rachel                    | 26 de abril de 2019 |